# Scaptodrosophila parabrunnea
Scaptodrosophila parabrunnea är en tvåvingeart som först beskrevs av Tsacas och Chassagnard 1976.  Scaptodrosophila parabrunnea ingår i släktet Scaptodrosophila och familjen daggflugor. Inga underarter finns listade i Catalogue of Life.